# 2898 Neuvo
A 2898 Neuvo (ideiglenes jelöléssel 1938 DN) a Naprendszer kisbolygóövében található aszteroida. Yrjö Väisälä fedezte fel 1938. február 20-án.